# Кузина, Юлия Владимировна
Ю́лия Владимировна Кузина (29 ноября 1989) — российская спортсменка (шашки), Международный гроссмейстер (2008), Мастер спорта России (2006), вице-чемпионка Европы (шашки) (2008).
Проживает в городе Калуга. Воспитанница СДЮШОР «Шашки русские» (Калуга). Тренеры — С. Ю. Драгунова и Алексей Викторович Драгунов.
Вошла в список лучших спортсменов Калужской области.